# Danh sách tập phim Glee
Glee là một bộ phim truyền hình bi-hài được phát sóng trên Fox và được sáng lập bởi Ryan Murphy, Brad Falchuk, và Ian Brennan. Tập phim đầu tiên của chương trình được phát sóng vào ngày 19 tháng 5 năm 2009, và phần còn lại của mùa 1 được trình chiếu lần đầu vào ngày 9 tháng 9 năm 2009. Fox sau đó đã yêu cầu thêm 30 tập phim nữa của Glee và họ đã gấp rút bắt đầu thực hiện vào ngày 21 tháng 9 năm 2009, để thực hiện trước 9 tập phim thêm cuối của mùa 1. Phần hai của mùa đầu tiên được phát sóng từ ngày 13 tháng 4 năm 2010 đến 8 tháng 6 năm 2010, thời điểm tập cuối mùa được trình chiếu. Sê-ri sau đó đã thực hiện mùa phim thứ hai nhưng vẫn chưa công bố mùa 3.
Bộ phim chủ yếu xoay quanh về những câu chuyện của nhóm hát trường Trung học William McKinley tại Lima, Ohio. Thầy giáo tiếng Tây Ban Nha Will Schuester (Matthew Morrison) đã trở thành người quản lý nhóm hát mới sau khi chủ nhiệm cũ (Stephen Tobolowsky) đã bị sa thải vì có quan hệ không đúng mực với một học sinh nam. Will luôn tìm mọi cách để có thể đưa nhóm trở về thời hoàng kim của mình, nhưng lại bị phản đối gay gắt bởi người vợ của mình Terri Schuester (Jessalyn Gilsig). Vì vậy, anh đã tìm được sự ủng hộ và tình cảm của mình đối với đồng nghiệp, Emma Pillsbury (Jayma Mays). Dù vậy, huấn luyện viên đội cổ vũ Sue Sylvester (Jane Lynch) luôn cố tình phá hoại nhóm và trở thành một "địch thủ" lớn của nhóm.

## Tổng quan
| Mùa | Mùa | Số tập | Số tập | Phát sóng gốc       | Phát sóng gốc       | Tổng số lượt theo dõi trung bình bao gồm cả DVR (triệu người) | Xếp hạng |
| Mùa | Mùa | Số tập | Số tập | Phát sóng lần đầu   | Phát sóng lần cuối  | Tổng số lượt theo dõi trung bình bao gồm cả DVR (triệu người) | Xếp hạng |
| --- | --- | ------ | ------ | ------------------- | ------------------- | ------------------------------------------------------------- | -------- |
|     | 1   | 22     | 22     | 19 tháng 5 năm 2009 | 8 tháng 6 năm 2010  | 9,77                                                          | 33       |
|     | 2   | 22     | 22     | 21 tháng 9 năm 2010 | 24 tháng 5 năm 2011 | 10,11                                                         | 43       |
|     | 3   | 22     | 22     | 20 tháng 9 năm 2011 | 22 tháng 5 năm 2012 | 8.71                                                          | 56       |
|     | 4   | 22     | 22     | 13 tháng 9 năm 2012 | 9 tháng 5 năm 2013  | 8,26                                                          | 50       |
|     | 5   | 20     | 20     | 26 tháng 9 năm 2013 | 13 tháng 5 năm 2014 | 4,57                                                          | 105      |
|     | 6   | 13     | 13     | 9 tháng 1 năm 2015  | 20 tháng 3 năm 2015 | 3,14                                                          | 148      |

## Danh sách các tập phim

### Mùa 1 (2009–10)
| Số mùa | Số tập | Tựa                    | Đạo diễn            | Kịch bản                                 | Ngày phát sóng       | Số lượng người xem (triệu người) |
| ------ | ------ | ---------------------- | ------------------- | ---------------------------------------- | -------------------- | -------------------------------- |
| 1      | 1      | "Tập phim đầu tiên"    | Ryan Murphy         | Ryan Murphy & Brad Falchuk & Ian Brennan | 19 tháng 5 năm 2009  | 9.62                             |
| 2      | 2      | "Showmance"            | Ryan Murphy         | Ryan Murphy & Brad Falchuk & Ian Brennan | 9 tháng 9 năm 2009   | 7.30                             |
| 3      | 3      | "Acafellas"            | John Scott          | Ryan Murphy                              | 16 tháng 9 năm 2009  | 6.64                             |
| 4      | 4      | "Preggers"             | Brad Falchuk        | Brad Falchuk                             | 23 tháng 9 năm 2009  | 6.63                             |
| 5      | 5      | "The Rhodes Not Taken" | John Scott          | Ian Brennan                              | 30 tháng 9 năm 2009  | 7.40                             |
| 6      | 6      | "Vitamin D"            | Elodie Keene        | Ryan Murphy                              | 7 tháng 10 năm 2009  | 7.28                             |
| 7      | 7      | "Throwdown"            | Ryan Murphy         | Brad Falchuk                             | 14 tháng 10 năm 2009 | 7.65                             |
| 8      | 8      | "Mash-Up"              | Elodie Keene        | Ian Brennan                              | 21 tháng 10 năm 2009 | 7.15                             |
| 9      | 9      | "Wheels"               | Paris Barclay       | Ryan Murphy                              | 11 tháng 11 năm 2009 | 7.53                             |
| 10     | 10     | "Ballad"               | Brad Falchuk        | Brad Falchuk                             | 18 tháng 11 năm 2009 | 7.36                             |
| 11     | 11     | "Hairography"          | Bill D'Elia         | Ian Brennan                              | 25 tháng 11 năm 2009 | 6.10                             |
| 12     | 12     | "Mattress"             | Elodie Keene        | Ryan Murphy                              | 2 tháng 12 năm 2009  | 8.14                             |
| 13     | 13     | "Sectionals"           | Brad Falchuk        | Brad Falchuk                             | 9 tháng 12 năm 2009  | 8.13                             |
| 14     | 14     | "Hell-O"               | Brad Falchuk        | Ian Brennan                              | 13 tháng 4 năm 2010  | 13.66                            |
| 15     | 15     | "The Power of Madonna" | Ryan Murphy         | Ryan Murphy                              | 20 tháng 4 năm 2010  | 12.98                            |
| 16     | 16     | "Home"                 | Paris Barclay       | Brad Falchuk                             | 27 tháng 4 năm 2010  | 12.18                            |
| 17     | 17     | "Bad Reputation"       | Elodie Keene        | Ian Brennan                              | 4 tháng 5 năm 2010   | 11.62                            |
| 18     | 18     | "Laryngitis"           | Alfonso Gomez-Rejon | Ryan Murphy                              | 11 tháng 5 năm 2010  | 11.57                            |
| 19     | 19     | "Dream On"             | Joss Whedon         | Brad Falchuk                             | 18 tháng 5 năm 2010  | 11.59                            |
| 20     | 20     | "Theatricality"        | Ryan Murphy         | Ryan Murphy                              | 25 tháng 5 năm 2010  | 11.49                            |
| 21     | 21     | "Funk"                 | Elodie Keene        | Ian Brennan                              | 1 tháng 6 năm 2010   | 8.99                             |
| 22     | 22     | "Journey to Regionals" | Brad Falchuk        | Brad Falchuk                             | 8 tháng 6 năm 2010   | 10.92                            |

### Mùa 2 (2010–11)
| Số mùa | Số tập | Tựa                          | Đạo diễn            | Kịch bản                                                       | Ngày phát sóng       | Số lượng người xem (triệu người) |
| ------ | ------ | ---------------------------- | ------------------- | -------------------------------------------------------------- | -------------------- | -------------------------------- |
| 23     | 1      | "Audition"                   | Brad Falchuk        | Ian Brennan                                                    | 21 tháng 9 năm 2010  | 12.45                            |
| 24     | 2      | "Britney/Brittany"           | Ryan Murphy         | Ryan Murphy                                                    | 28 tháng 9 năm 2010  | 13.51                            |
| 25     | 3      | "Grilled Cheesus"            | Alfonso Gomez-Rejon | Brad Falchuk                                                   | 5 tháng 10 năm 2010  | 11.20                            |
| 26     | 4      | "Duets"                      | Eric Stoltz         | Ian Brennan                                                    | 12 tháng 10 năm 2010 | 11.36                            |
| 27     | 5      | "The Rocky Horror Glee Show" | Adam Shankman       | Story by: Ryan Murphy & Tim Wollaston Teleplay by: Ryan Murphy | 26 tháng 10 năm 2010 | 11.76                            |
| 28     | 6      | "Never Been Kissed"          | Bradley Buecker     | Brad Falchuk                                                   | 9 tháng 11 năm 2010  | 10.99                            |
| 29     | 7      | "The Substitute"             | Ryan Murphy         | Ian Brennan                                                    | 16 tháng 11 năm 2010 | 11.70                            |
| 30     | 8      | "Furt"                       | Carol Banker        | Ryan Murphy                                                    | 23 tháng 11 năm 2010 | 10.41                            |
| 31     | 9      | "Special Education"          | Paris Barclay       | Brad Falchuk                                                   | 30 tháng 11 năm 2010 | 11.68                            |
| 32     | 10     | "A Very Glee Christmas"      | Alfonso Gomez-Rejon | Ian Brennan                                                    | 7 tháng 12 năm 2010  | 11.07                            |
| 33     | 11     | "The Sue Sylvester Shuffle"  | Brad Falchuk        | Ian Brennan                                                    | 6 tháng 2 năm 2011   | 26.80                            |
| 34     | 12     | "Silly Love Songs"           | Tate Donovan        | Ryan Murphy                                                    | 8 tháng 2 năm 2011   | 11.58                            |
| 35     | 13     | "Comeback"                   | Bradley Buecker     | Ryan Murphy                                                    | 15 tháng 2 năm 2011  | 10.53                            |
| 36     | 14     | "Blame It on the Alcohol"    | Eric Stoltz         | Ian Brennan                                                    | 22 tháng 2 năm 2011  | 10.58                            |
| 37     | 15     | "Sexy"                       | Ryan Murphy         | Brad Falchuk                                                   | 8 tháng 3 năm 2011   | 11.92                            |
| 38     | 16     | "Original Song"              | Bradley Buecker     | Ryan Murphy                                                    | 15 tháng 3 năm 2011  | 11.15                            |
| 39     | 17     | "A Night of Neglect"         | Carol Banker        | Ian Brennan                                                    | 19 tháng 4 năm 2011  | 9.80                             |
| 40     | 18     | "Born This Way"              | Alfonso Gomez-Rejon | Brad Falchuk                                                   | 26 tháng 4 năm 2011  | 8.62                             |
| 41     | 19     | "Rumours"                    | Tim Hunter          | Ryan Murphy                                                    | 3 tháng 5 năm 2011   | 8.85                             |
| 42     | 20     | "Prom Queen"                 | Eric Stoltz         | Ian Brennan                                                    | 10 tháng 5 năm 2011  | 9.29                             |
| 43     | 21     | "Funeral"                    | Bradley Buecker     | Ryan Murphy                                                    | 17 tháng 5 năm 2011  | 8.97                             |
| 44     | 22     | "New York"                   | Brad Falchuk        | Brad Falchuk                                                   | 24 tháng 5 năm 2011  | 11.80                            |

### Mùa 3 (2011–12)
Glee đã công bố rằng mùa thứ ba của Glee được thực hiện sau khi mùa đầu tiên vừa được trình chiếu xong. 14 trong 15 nhân vật chính của mùa 2 xuất hiện trong mùa thứ ba của bộ phim. Ryan Murphy phát biểu rằng những nhân vật chính như Rachel Berry (Lea Michele), Finn Hudson (Cory Monteith) và Kurt Hummel (Chris Colfer) xuất hiện trong phần cuối của mùa ba khi họ tốt nghiệp tại trường McKinley, nhưng theo Brad Falchuk tại San Diego Comic-Con International 2011, việc tốt nghiệp của họ tại ngôi trường này không có nghĩa là họ kết thúc vai diễn của mình trong Glee.
Darren Criss và Harry Shum, Jr., người thủ vai Blaine Anderson và Mike Chang tiếp tục xuất hiện vào mùa thứ ba như thường. Dù vậy, Chord Overstreet, người thủ vai Sam Evans trong mùa hai không xuất hiện trong mùa ba. Theo Brad Falchuk, Overstreet được mời trở lại vào tập phim thứ mười "và có thể anh sẽ trở lại vào giữa mùa ba", nhưng Overstreet từ chối.
Bốn diễn viên mới của mùa 2 đã xác minh rằng mình xuất hiện trong mùa này và họ có một câu chuyện riêng trong phim. Người chiến thắng của chương trình The Glee Project xuất hiện trong bảy tập phim liên tiếp trong mùa 3.
Idina Menzel, người thủ vai mẹ ruột của Rachel, Shelby Corcoran, cũng trở lại, nhưng lần này, cô trở thành giáo viên tại trường McKinley trong khoảng 12 tập cuối mùa phim.
Mùa 3 được quay vào ngày 10 tháng 8 năm 2011 nhưng lại được trình chiếu vào ngày 20 tháng 9 năm 2011.